# San Pablo (métro de Santiago)
Pour les articles homonymes, voir San Pablo.
San Pablo est une station des lignes 1 et 5 du métro de Santiago au Chili, située dans la commune de Lo Prado.

## Situation sur le réseau
La station constitue l'un des terminus de la ligne 1 et se situe entre Pudahuel à l'ouest, en direction de Plaza de Maipú et Lo Prado à l'est, en direction de Vicente Valdés sur la ligne 5. Elle est établie sous l'intersection des avenues Neptuno et Reina Maud sur la ligne 1, et des avenues San Pablo et Neptuno, sur la ligne 5, dans la commune de Lo Prado.

## Histoire
La station est ouverte le 15 septembre 1975, lors de la mise en service du premier tronçon de la ligne 1. Le 12 janvier 2010, les quais de la ligne 5 sont à leur tour mis en fonctionnement lors de l'ouverture d'un prolongement de celle-ci entre Quinta Normal et Pudahuel. La station est située à quelques mètres de l'avenue San Pablo, correspondant à l'ancienne route de Valparaiso, dont elle tire son nom. Cette avenue rappelle Paul de Tarse, l'un des principaux apôtres du christianisme et l'un de ses fondateurs. Avant la construction de la station, il avait été proposé d'utiliser le nom de Violeta Parra, en hommage à la musicienne folkloriste chilienne morte en 1967 ; mais après le coup d'État de 1973, à l'ouverture de la ligne 1 en 1975, elle a pris son nom de San Pablo.
Le 19 octobre 2019, au cours des manifestations au Chili, la station de la ligne 1 est ravagée par un incendie qui la détruit complètement, y compris un train du modèle NS-2007 garé sur les quais. La station est rouverte le 30 décembre 2019 sur la ligne 5 et le 25 juillet 2020 sur la ligne 1.

## Services aux voyageurs

### Accès et accueil
La station comprend trois accès dont deux sont équipés d'ascenseurs.